# Burbank, Illinois
Burbank är en stad i Cook County, Illinois i USA. Burbank är belägen i den sydvästra kanten av staden Chicago och ingår i storstadsbebyggelsen kring Chicago som utgör Chicagoland. Staden har en befolkning på 27 902 invånare(2000) och en yta på 10,8 km².
Staden Burbank grundades 4 april 1970 i en del av Stickney Township som ännu inte ingick i någon kommun eller stad.